# إدواردو فراي رويز تاجل
إدواردو فراي رويز تاجل (بالإسبانية: Eduardo Alfredo Juan Bernardo Frei Ruiz-Tagle)‏ مواليد 24 يونيو 1942 في سانتياغو، تشيلي، هو سياسي تشيلي  ومهندس مدني، كان رئيس شيلي في الفترة من 1994 إلى 2000. وهو حاليا عضو مجلس الشيوخ وكان رئيس مجلس الشيوخ في الفترة من 2006 إلى 2008. وحاول العودة من جديد كمرشح رئاسي للانتخابات الرئاسية لعام 2009 لكنه هزم بفارق ضئيل. كان والده إدواردو فري مونتالبا رئيس شيلي من 1964 إلى 1970.

## روابط خارجية
- إدواردو فراي رويز تاجل على موقع مونزينجر (الألمانية)
- إدواردو فراي رويز تاجل على موقع إن إن دي بي (الإنجليزية)